# Kudige, Somvarpet
Kudige là một làng thuộc tehsil Somvarpet, huyện Kodagu, bang Karnataka, Ấn Độ.